# Rajmund Badó
Rajmund Badó (Budapest, 15 agosto 1902 – New York, 31 dicembre 1986) è stato un lottatore ungherese, specializzato nella lotta greco-romana.

## Palmarès
- Giochi olimpici

Parigi 1924: bronzo nella lotta greco-romana pesi massimi;
- Europei

Mediolan 1925: oro nella lotta greco-romana 82 kg;
Budapest 1927: argento nella lotta greco-romana 82 kg;